# Serra Mixteca

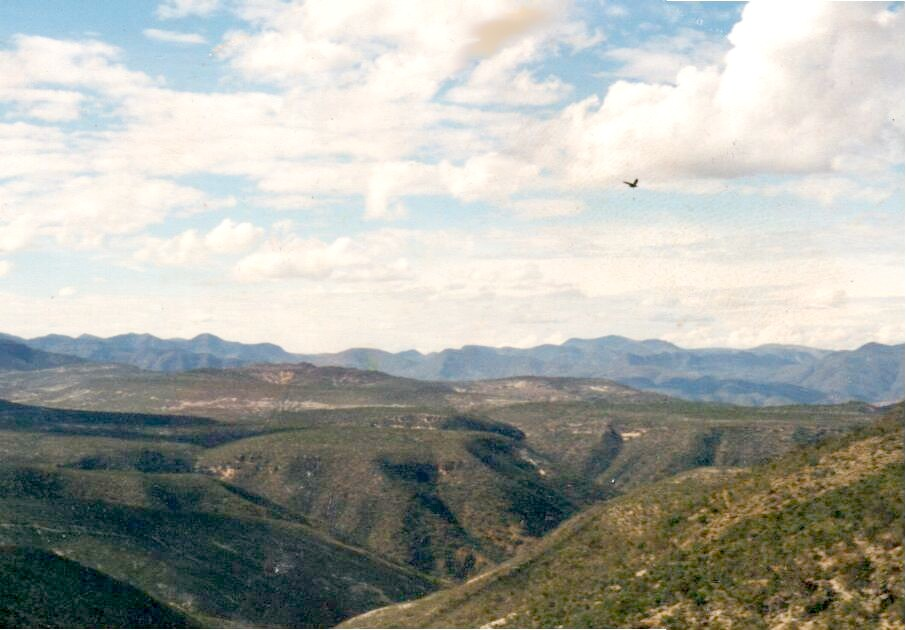
Sierra Mixteca.

A Serra Mixteca, também conhecida como Escudo Mixteco é uma zona montanhosa localizada entre os estados de Puebla e Oaxaca, no sudeste do México. É ainda conhecida por Zempoaltépetl (as vinte montanhas em náuatle), que é também o nome do seu ponto mais alto, situado no noroeste de Oaxaca. Trata-se de uma das regiões geologicamente mais antigas do México. Aqui confluem a Sierra Madre Oriental, o Eixo Neovulcânico e a Sierra Madre del Sur. Durante a emergência da primeira e última destas cadeias montanhosas, o Escudo Mixteco foi sujeito a forte erosão e falhamento muito pronunciado, que incluiu intensa actividade vulcânica. Numerosos canhões foram escavados pelos rios que nasciam nesta zona, sendo um dos mais importantes o vale de Tehuacán, no sudeste de Puebla.
Trata-se de uma das regiões mexicanas mais pobres em recursos naturais. A população local é maioritariamente composta por indígenas, que se dedicam a uma agricultura de subsistência.